# Friedrich Kinnigkeit
Friedrich Kinnigkeit (* 18. Juli 1920 in Essen; † 25. April 1998) war ein deutscher Politiker der SPD.

## Ausbildung und Beruf
Friedrich Kinnigkeit besuchte die Volks- und Fachschule und absolvierte eine Lehre als Maschinenschlosser. Ab 1950 war er als kaufmännischer Angestellter in der Wohnungswirtschaft beschäftigt. Er war Schwerkriegsbeschädigter.

## Politik
Friedrich Kinnigkeit war ab 1948 Mitglied der SPD. Er war von 1950 bis 1956 der 1. Vorsitzender der Jungsozialisten Essen und von 1954 bis 1955 fungierte er als 1. Bezirksvorsitzender der Jungsozialisten Bezirk Niederrhein. Mitglied des SPD-Vorstandes Essen wurde er 1952. Mitglied der IG Bergbau und Energie war er ab 1950. Als Vorsitzender des Rings Politischer Jugend in Essen war Kinnigkeit von 1954 bis 1956 tätig. Ratsherr der Stadt Essen war er von 1952 bis 1962.
Friedrich Kinnigkeit war vom 23. Juli 1962 an direkt gewähltes Mitglied des 5. und 6. Landtages von Nordrhein-Westfalen für den Wahlkreis 063 Essen IV beziehungsweise für den Wahlkreis 066 Essen IV. Aus dem 6. Landtag schied er vorzeitig am 4. Dezember 1967 aus. Vom 27. Oktober 1966 bis zu seinem Ausscheiden aus dem Landtag war Kinnigkeit stellvertretender Vorsitzender des Landtagsausschusses für Wohnungsbau und öffentliche Arbeiten (bzw. seit 14. Februar 1967 umbenannt in Ausschuss für Wohnungs- und Städtebau). 